# Gérard Filoche
Gérard Filoche, född 22 december 1945 i Rouen, är en fransk syndikalistisk politiker. Han är till yrket arbetsinspektör och har publicerat flera böcker om arbetsrätt. I sin ungdom var Filoche militant kommunist och senare trotskist. År 2018 grundade han Gauche démocratique et sociale (GDS).